# Michael Jung
Michael Jung (Bad Soden, 31 de julio de 1982) es un jinete alemán que compite en la modalidad de concurso completo; cuatro veces campeón olímpico, tres veces campeón mundial y siete veces campeón europeo.
Participó en cuatro Juegos Olímpicos de Verano, entre los años 2012 y 2024, obteniendo en total cinco medallas, dos oros en Londres 2012, en las pruebas individual y por equipos (junto con Peter Thomsen, Dirk Schrade, Sandra Auffahrt e Ingrid Klimke), oro y plata en Río de Janeiro 2016, individual y por equipos (con Julia Krajewski, Sandra Auffarth e Ingrid Klimke), y oro en París 2024, en la prueba individual.
Ganó cuatro medallas en el Campeonato Mundial de Concurso Completo, entre los años 2010 y 2022, y doce medallas en el Campeonato Europeo de Concurso Completo entre los años 2009 y 2023.

## Palmarés internacional
| Juegos Olímpicos   | Juegos Olímpicos            | Juegos Olímpicos  | Juegos Olímpicos |
| Año                | Lugar                       | Medalla           | Categoría        |
| ------------------ | --------------------------- | ----------------- | ---------------- |
| 2012               | Londres (Reino Unido)       | Medalla de oro    | Individual       |
| 2012               | Londres (Reino Unido)       | Medalla de oro    | Por equipos      |
| 2016               | Río de Janeiro (Brasil)     | Medalla de oro    | Individual       |
| 2016               | Río de Janeiro (Brasil)     | Medalla de plata  | Por equipos      |
| 2024               | París (Francia)             | Medalla de oro    | Individual       |
| Campeonato Mundial |                             |                   |                  |
| Año                | Lugar                       | Medalla           | Categoría        |
| 2010               | Lexington (Estados Unidos)  | Medalla de oro    | Individual       |
| 2014               | Caen (Francia)              | Medalla de oro    | Por equipos      |
| 2014               | Caen (Francia)              | Medalla de plata  | Individual       |
| 2022               | Pratoni del Vivaro (Italia) | Medalla de oro    | Por equipos      |
| Campeonato Europeo |                             |                   |                  |
| Año                | Lugar                       | Medalla           | Categoría        |
| 2009               | Fontainebleau (Francia)     | Medalla de bronce | Individual       |
| 2011               | Luhmühlen (Alemania)        | Medalla de oro    | Individual       |
| 2011               | Luhmühlen (Alemania)        | Medalla de oro    | Por equipos      |
| 2013               | Malmö (Suecia)              | Medalla de oro    | Individual       |
| 2013               | Malmö (Suecia)              | Medalla de oro    | Por equipos      |
| 2015               | Blair (Reino Unido)         | Medalla de oro    | Individual       |
| 2015               | Blair (Reino Unido)         | Medalla de oro    | Por equipos      |
| 2017               | Strzegom (Polonia)          | Medalla de plata  | Individual       |
| 2019               | Luhmühlen (Alemania)        | Medalla de oro    | Por equipos      |
| 2019               | Luhmühlen (Alemania)        | Medalla de plata  | Individual       |
| 2021               | Avenches (Suiza)            | Medalla de plata  | Por equipos      |
| 2023               | Le Pin-au-Haras (Francia)   | Medalla de plata  | Por equipos      |